# Gnophodes parmeno
Gnophodes parmeno är en fjärilsart som beskrevs av Doubleday 1849. Gnophodes parmeno ingår i släktet Gnophodes och familjen praktfjärilar. Inga underarter finns listade i Catalogue of Life.